# Nell'aria (Simona Molinari)
Nell'aria è un brano musicale di Simona Molinari, scritto in collaborazione con Giò Di Tonno e pubblicato come secondo singolo estratto dall'album di esordio Egocentrica uscito il 20 febbraio 2009.
Il testo descrive le difficoltà nell'affrontare un lutto ed era originariamente dedicato alla memoria di un amico della Molinari oggi scomparso. In seguito al terremoto dell'Aquila del 2009 è stato immediatamente accostato alla tragedia e, quindi, adottato dalla città in cui la cantautrice risiede.
Successivamente si è deciso di realizzare un videoclip nell'ambito di un progetto che avrebbe previsto la costruzione di un centro disabili nel capoluogo abruzzese. Il video, girato in agosto sotto la regia di Stefano Bertelli, è stato presentato il 18 novembre 2009 durante un concerto che la Molinari ha tenuto presso l'auditorium della Scuola Ispettori e Sovrintendenti della Guardia di Finanza in L'Aquila: in quella occasione la cantante ha dedicato il brano alla città.
Il videoclip, reso possibile grazie a dei permessi speciali ottenuti dalla Protezione Civile, è stato realizzato quasi interamente nel centro storico dell'Aquila ancora pieno di macerie, salvo alcune scene girate tra le montagne che circondano la città; sono visibili in particolare via Patini, piazza del Palazzo, via Roma, via Verdi e via Sassa oltre che le strutture crollate dell'Hotel Duca degli Abruzzi e del Palazzo della Prefettura.

## Tracce
DVD
1. Nell'aria - 3:43